# زیردریایی کلاس-بی
زیردریایی کلاس-بی ممکن است به یکی از موارد زیر اشاره داشته باشد:
- زیردریایی کلاس-بی (ایالات متحده آمریکا)
- زیردریایی کلاس-بی (بریتانیا)
- زیردریایی کلاس-بی (نروژ)